# Lubumbashi

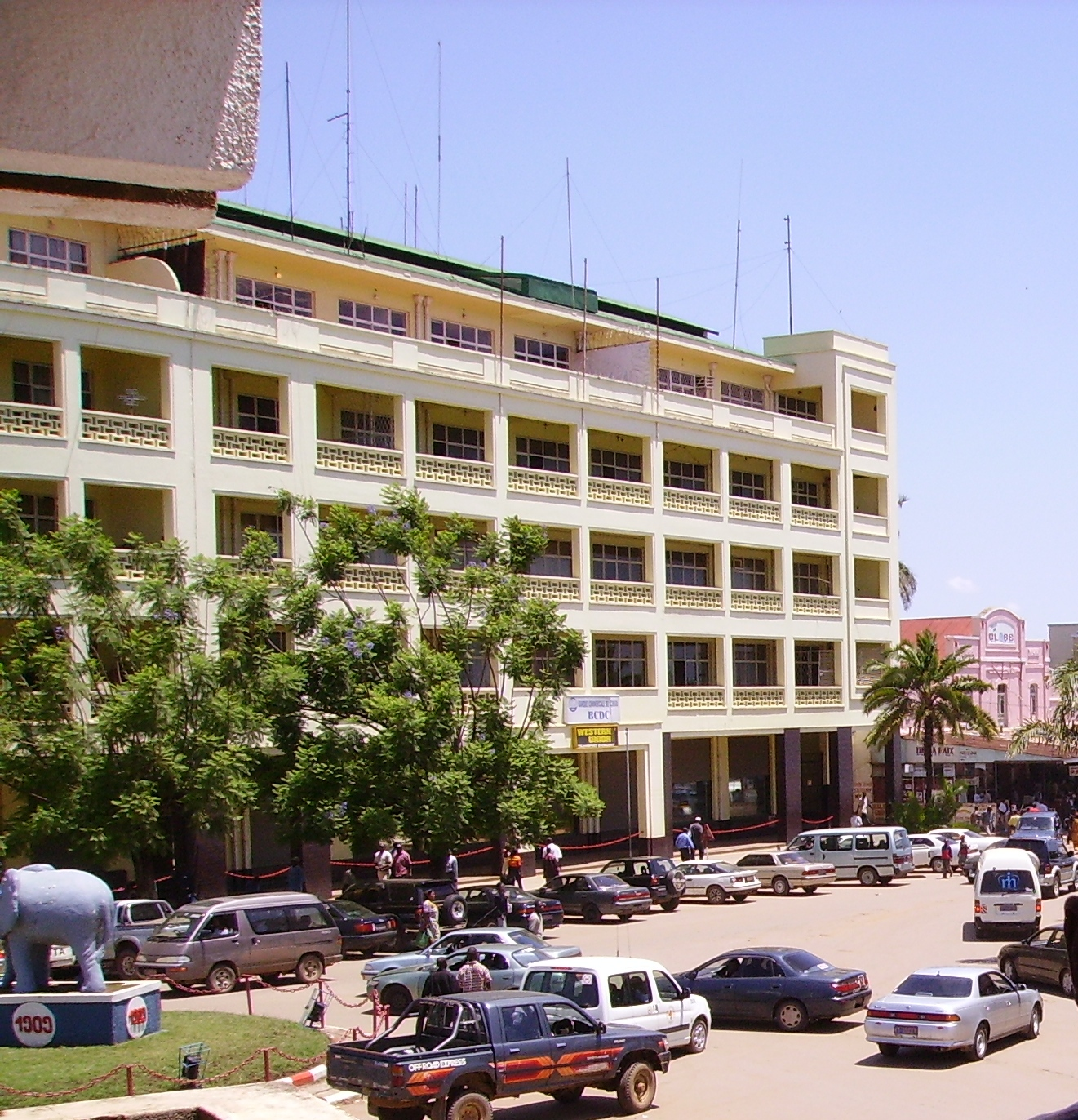
El edificio de la sucursal de Lubumbashi del Banco Comercial del Congo en 2006

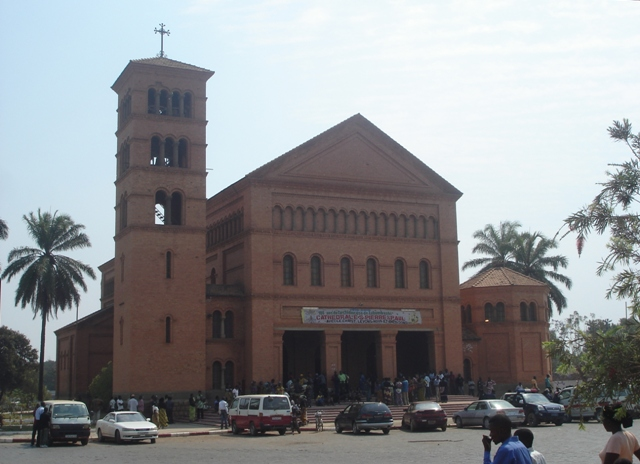
La catedral católica de San Pedro y San Pablo en septiembre de 2010

Lubumbashi (antiguamente en francés: Élisabethville o en neerlandés: Elisabethstad) es la segunda mayor ciudad de la República Democrática del Congo. Se encuentra situada cerca de la frontera con Zambia, a aproximadamente 1230 m s. n. m. Tiene una población aproximada de 1,5 millones de habitantes. Es la capital de la provincia del Alto Katanga (anteriormente Shaba). Es la principal ciudad del sureste del país. 
La ciudad se encuentra en el centro de las líneas ferroviarias que conducen a Ilebo, Kindu y Kolwezi y posee también aeropuerto. Entre los atractivos más importantes de la población se encuentran el jardín botánico, el parque zoológico, una cervecería y la Universidad de Lubumbashi. También se encuentra en la ciudad la prisión de Kasapa.
Está ubicada cerca de la frontera con Zambia y se conecta con varias ciudades de dicho país.

## Historia
La ciudad fue fundada por los belgas en 1910 con el nombre de Élisabethville, y prosperó con el desarrollo regional de la industria de la minería del cobre.

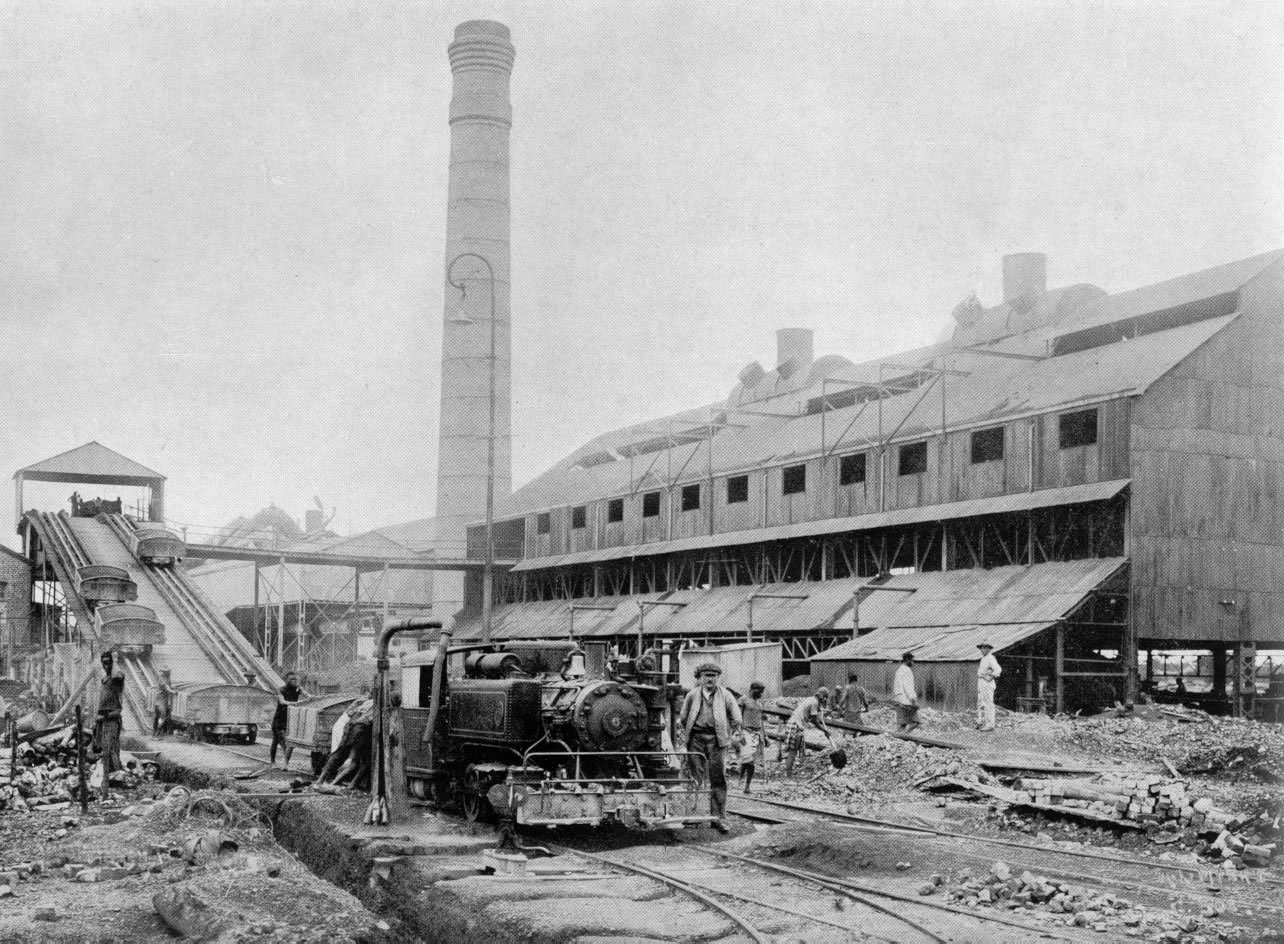
Procesado de minera en Élisabethville de Unión Minera del Alto Katanga (UMHK) (cobre, cobalto, uranio) en 1917.

Los mineros convocaron una huelga en Élisabethville en diciembre de 1941 para protestar por el incremento de la severidad de los trabajos forzados que imponían los belgas a la población debido a las necesidades de la guerra.
Los belgas establecieron la Universidad de Élisabethville en 1954-1955 (actualmente la Universidad de Lubumbashi). En las elecciones de diciembre de 1957, la población de la ciudad dio una amplia mayoría a la Alianza Nacional de Bakongo, que pidió de inmediato la independencia de Bélgica.
Élisabethville sirvió como capital y centro del estado independiente de Katanga durante la sangrienta Guerra Civil del Congo entre 1960 y 1963. 11 de julio de 1960 Moise Tshombe proclamó la independencia de la provincia meridional de Katanga, rica en todo tipo de minerales y se autoproclamó presidente del nuevo estado.
Tshombe era enemigo de Patrice Lumumba. Tshombe mantenía muy buenas relaciones con las compañías industriales y mineras coloniales que extraían cobre, cobalto, oro y uranio en la provincia y temía por su futuro porque temía que Lumumba nacionalizara las minas del país ahora independiente. Sin Katanga, la economía del Congo quedaría paralizada. Los katangueses originarios (lunda, minungu, basonge...), bajo el liderazgo de Tshombe y Godefroid Munongo, comenzaron inmediatamente a perseguir, matar o expulsar a los katangueses de origen kasai hacia Kasai, particularmente en la ciudad de Bakwanga (hoy Mbuji-Mayi).
Los líderes congoleños arrestaron Tshombe y acusaron de traición en abril de 1961. Sin embargo, aceptó despedir sus consejeros extranjeros y las sus tropas a cambio de su libertad. Tshombe volvió a Élisabethville rechazando estas garantías y volvió a comenzar la lucha. Las tropas de las Naciones Unidas se opusieron a las fuerzas de Katanga y tomaron el control de la ciudad en diciembre de 1961 bajo una férrea autoridad.
Finalmente Mobutu Sese Seko asumió el poder y rebautizó a la ciudad Lubumbashi y en 1972 rebautizó a la región de Katanga como Shaba.
El Congo sufrió otra guerra civil en los años 1990, conocida como primera guerra del Congo. Los rebeldes de la Alianza de Fuerzas Democráticas de Liberación del Congo capturaron Lubumbashi en abril de 1997. El líder rebelde Laurent-Désiré Kabila se estableció en Lubumbashi y se autoproclamó presidente de la República Democrática del Congo el 17 de mayo de 1997 tras la marcha de Mobutu Sese Seko de Kinsasa.
Cuando Laurent-Désiré Kabila nombró un parlamento de transición en 1999, se decidió instalarlo en Lubumbashi para consolidar la frágil unión del país. El parlamento fue instalado en el edificio de la Asamblea Nacional de estado secesionista de Katanga, que tuvo la capital en la ciudad en los años 1960. Lubumbashi fue la capital legislativa del país entre 1999 y 2003, cuando todas las instituciones del país se trasladaron a Kinsasa.
La ciudad se encuentra a 1000 metros sobre el nivel del mar, entre los ríos Cafué y Zambezi, en la frontera con Zambia. Allí también se encuentra una cuenca en el sur de África, con el río Kafubu que fluye hacia el norte (lago Mweru), mientras que los ríos antes mencionados fluyen hacia el sur del continente. Los otros ríos que fluyen en la ciudad son: Kampemba River, Karvya River, Lubumbashi River, Lwano River, Navyundu River y Rwashi River. El clima es subtropical húmedo, con veranos calurosos y lluviosos (noviembre a marzo) e inviernos secos (abril a octubre). La temperatura media es de 20 °C, con una máxima de 38 °C y una mínima de 10 °C. El suelo es rico en minerales (cobre y cobalto).

### Datos demográficos e idiomas
Aunque el francés es el idioma oficial nacional quinxassa-congoleño, coexiste como lingua franca en la ciudad con el bemba.

### Subdivisiones
Lubumbashi se divide en cinco comunas: Anexo, Kamalondo, Kampemba, Katuba,  Kenia,  Lubumbashi, gecamine y Rwashi.

## Infraestructura

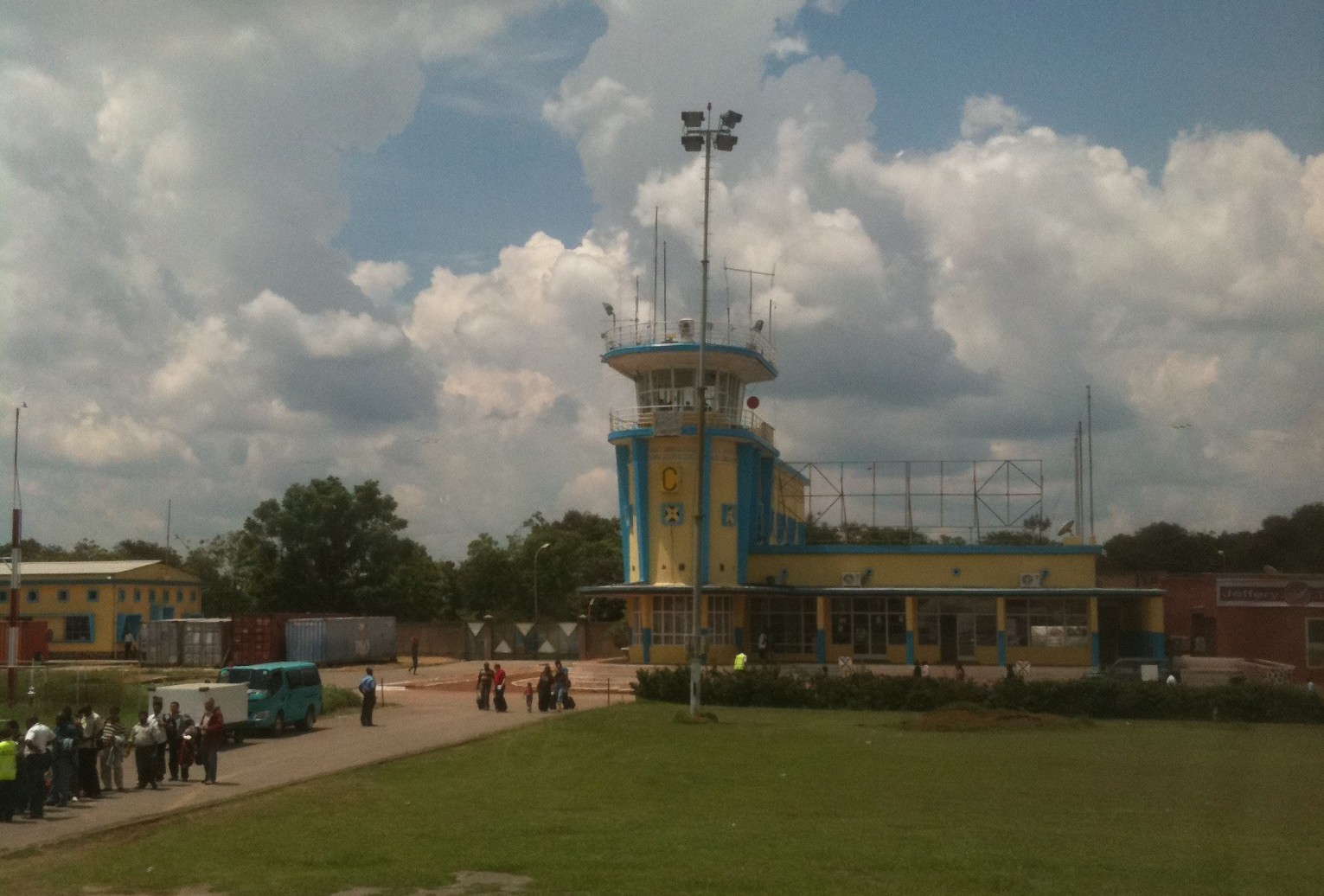
Aeropuerto Internacional de Lubumbashi

### Educación
Además de la Universidad de Lubumbashi, también está la Universidad protestante de Lubumbashi, el Instituto Pedagógico Superior, el Instituto Superior de Estadística y el Instituto Superior de Estudios Sociales.

### Salud
La ciudad cuenta con varios hospitales, entre los más importantes se encuentran el Hospital Gecamines Sud y el Hospital Sendwe.

### Transporte
La ciudad cuenta con el Aeropuerto Internacional de Lubumbashi, el principal aeródromo del sur del Congo.
Por carretera, hay salidas hacia el norte, a través de la Ruta Nacional 05, hacia Minga, Kalemie y Bukavu. Hacia la costa está la Rodovia Beira–Lobito (o Ruta Nacional 01), que también conduce a la capital, Quinxassa. Esta misma ruta va hacia Zambia (a través de Sakania). Otra carretera a Zambia está a lo largo de la ruta nacional 37, vía Kipushi.
Lubumbashi es una de las principales estaciones de tren del Congo, ya que sirve como punto de referencia para el ferrocarril Cape-Cairo, que lo conecta con Ndola, Sakania, Ilebo y Kindu. En el mismo ferrocarril, en Tenque, puedes conectar con el Benguela Railway, que te lleva a Coluezi y al [[Puerto de Lobito] ]] .

## Cultura y ocio
En la ciudad hay un zoológico, un jardín botánico, la portentosa catedral de San Pedro y San Pablo y el Museo Nacional de Lubumbashi.

### Deportes
Lubumbashi entró en la historia del fútbol mundial el 14 de diciembre de 2010, a partir del pitido final del árbitro holandés Bjorn Kuipers, en el partido del Mazembê contra el S.C. Internacional, de Brasil, donde ganó el partido por marcador de 2 X 0, recibiendo así el derecho a jugar la final de la Copa Mundial de Clubes de la FIFA, inédita para  fútbol africano. En Lubumbashi, Mazembe juega en el estadio Frederic Kibassa Maliba, también conocido como "Municipal".

## Política y Administración

### Ciudades hermanas
Es hermanado con la ciudad belga de Lieja, que está situada en la francófona zona de Valonia.

### Clima
Lubumbashi tiene un clima subtropical húmedo (según la clasificación climática de Köppen Cwa), con veranos cálidos y lluviosos e inviernos agradables y secos, con la mayoría de las precipitaciones durante el verano y principios del otoño. La precipitación media anual es de 1238 mm (48,75 pulgadas).
| Parámetros climáticos promedio de Lubumbashi                                        | Parámetros climáticos promedio de Lubumbashi | Parámetros climáticos promedio de Lubumbashi | Parámetros climáticos promedio de Lubumbashi | Parámetros climáticos promedio de Lubumbashi | Parámetros climáticos promedio de Lubumbashi | Parámetros climáticos promedio de Lubumbashi | Parámetros climáticos promedio de Lubumbashi | Parámetros climáticos promedio de Lubumbashi | Parámetros climáticos promedio de Lubumbashi | Parámetros climáticos promedio de Lubumbashi | Parámetros climáticos promedio de Lubumbashi | Parámetros climáticos promedio de Lubumbashi | Parámetros climáticos promedio de Lubumbashi |
| Mes                                                                                 | Ene.                                         | Feb.                                         | Mar.                                         | Abr.                                         | May.                                         | Jun.                                         | Jul.                                         | Ago.                                         | Sep.                                         | Oct.                                         | Nov.                                         | Dic.                                         | Anual                                        |
| ----------------------------------------------------------------------------------- | -------------------------------------------- | -------------------------------------------- | -------------------------------------------- | -------------------------------------------- | -------------------------------------------- | -------------------------------------------- | -------------------------------------------- | -------------------------------------------- | -------------------------------------------- | -------------------------------------------- | -------------------------------------------- | -------------------------------------------- | -------------------------------------------- |
| Temp. máx. media (°C)                                                               | 26                                           | 26                                           | 26                                           | 27                                           | 26                                           | 25                                           | 25                                           | 27                                           | 30                                           | 31                                           | 28                                           | 26                                           | 27                                           |
| Temp. media (°C)                                                                    | 21                                           | 21                                           | 21                                           | 20.5                                         | 18                                           | 16.5                                         | 16.5                                         | 18                                           | 21                                           | 23                                           | 22                                           | 21                                           | 20.0                                         |
| Temp. mín. media (°C)                                                               | 16                                           | 16                                           | 16                                           | 14                                           | 10                                           | 8                                            | 8                                            | 9                                            | 12                                           | 15                                           | 16                                           | 16                                           | 13                                           |
| Precipitación total (mm)                                                            | 253                                          | 257                                          | 202                                          | 60                                           | 4                                            | 1                                            | 0                                            | 0                                            | 4                                            | 37                                           | 163                                          | 257                                          | 1238                                         |
| Días de precipitaciones (≥ 1 mm)                                                    | 24                                           | 23                                           | 21                                           | 9                                            | 2                                            | 0                                            | 0                                            | 0                                            | 1                                            | 5                                            | 17                                           | 24                                           | 126                                          |
| Fuente: https://www.weather2travel.com/climate-guides/congo-kinshasa/lubumbashi.php |                                              |                                              |                                              |                                              |                                              |                                              |                                              |                                              |                                              |                                              |                                              |                                              |                                              |

## Economía
Los sectores de actividad más importantes de la ciudad incluyen la educación, la administración, la minería, el comercio y la industria textil. La ciudad se halla comunicada por el aeropuerto de Lubumbashi.